# Телефоніст

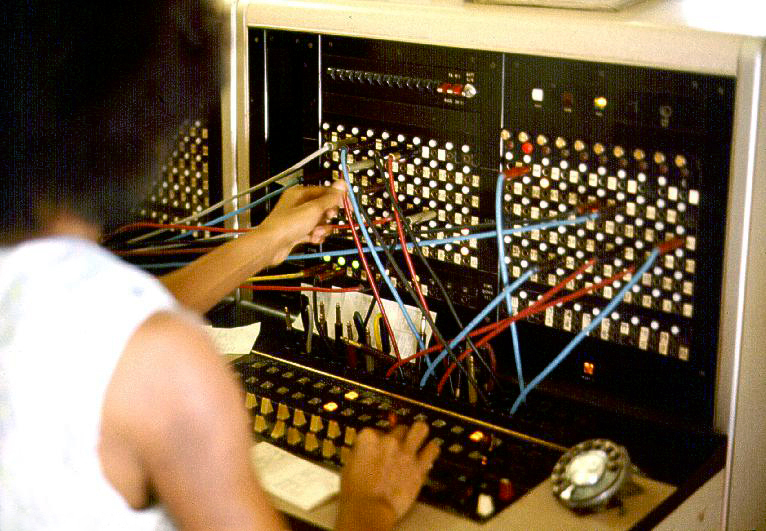
Телефоністка за ручним телефонним комутатором

Телефоніст або телефоністка — оператор стаціонарної або польової телефонної станції, що забезпечував з'єднання абонентів до винаходу Елмоном Строуджеромта впровадження автоматичних телефонних станцій.

## Історія

Робота телефоністів.

У січні 1878 рокуДжордж Вільям Крой став першим телефоністом, коли почав працювати у компанії Boston Telephone Dispatch.
Но зорі телефонного зв'язку операторами ставали переважно чоловіки, пізніше на цю посаду набирали молодих високих жінок «з приємним голосом». Не в останню чергу це було пов'язано з особливостями жіночого голосу, який відтворювався тогочасним обладнанням з меншими спотвореннями. Вимоги до зросту визначались значною висотою комутаційних панелей телефонної станції.

## Галерея

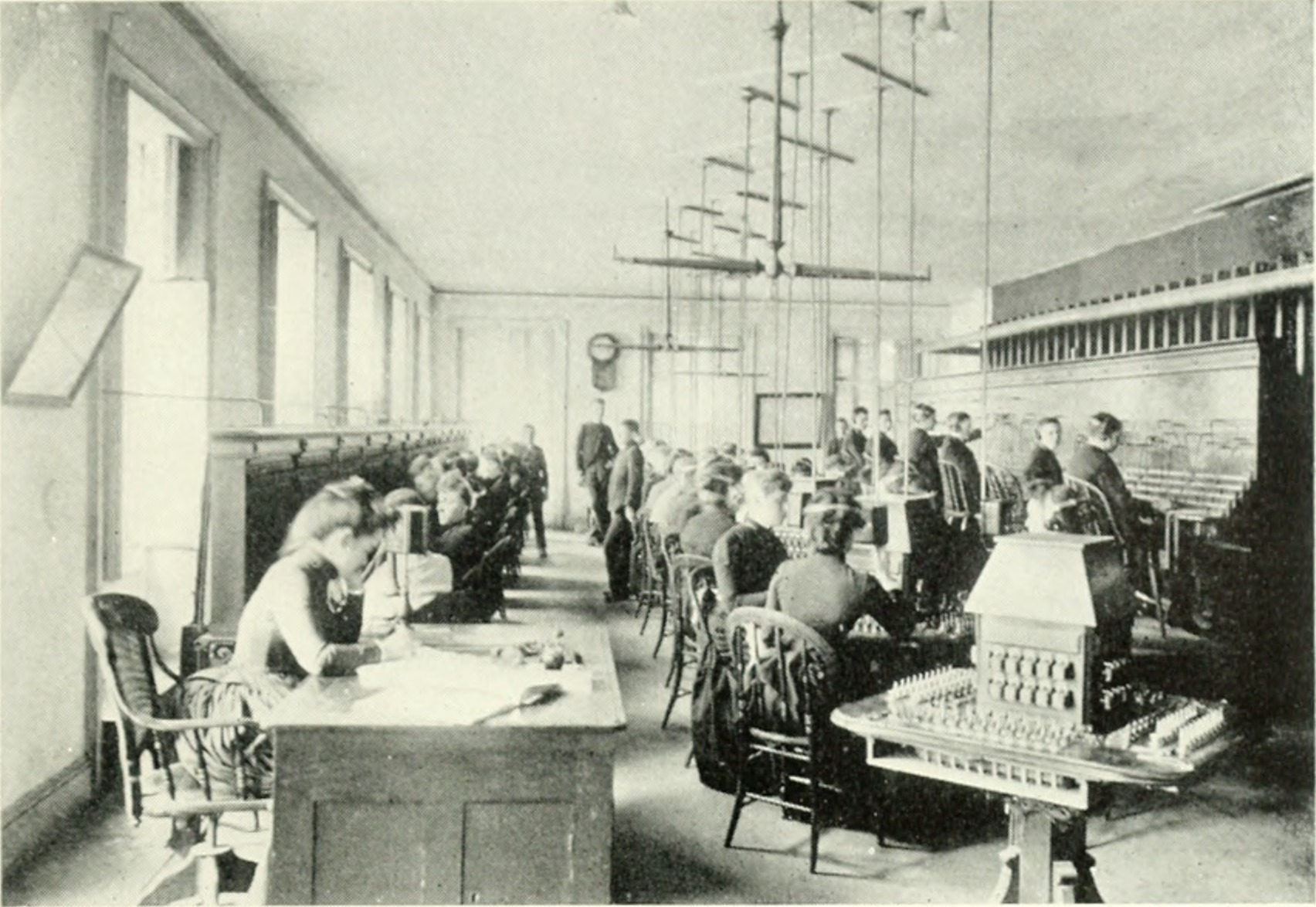
Телефоністки за роботою, 1920-ті
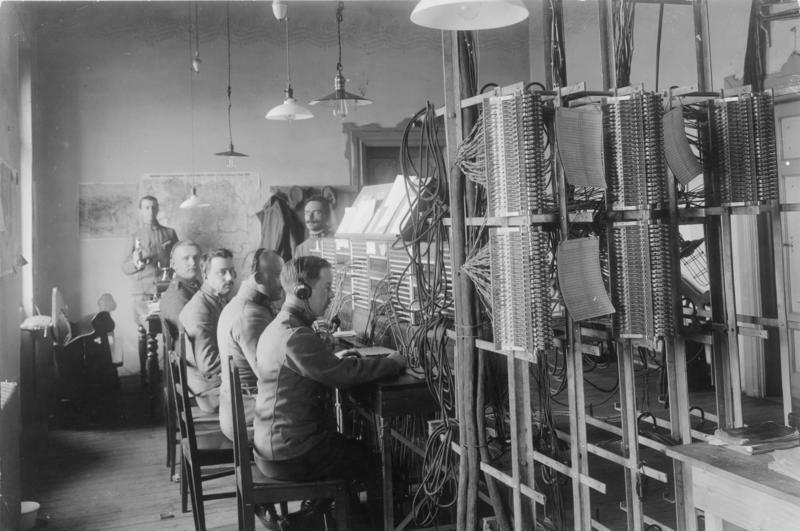
Німецькі телефоністи на робочих місцях
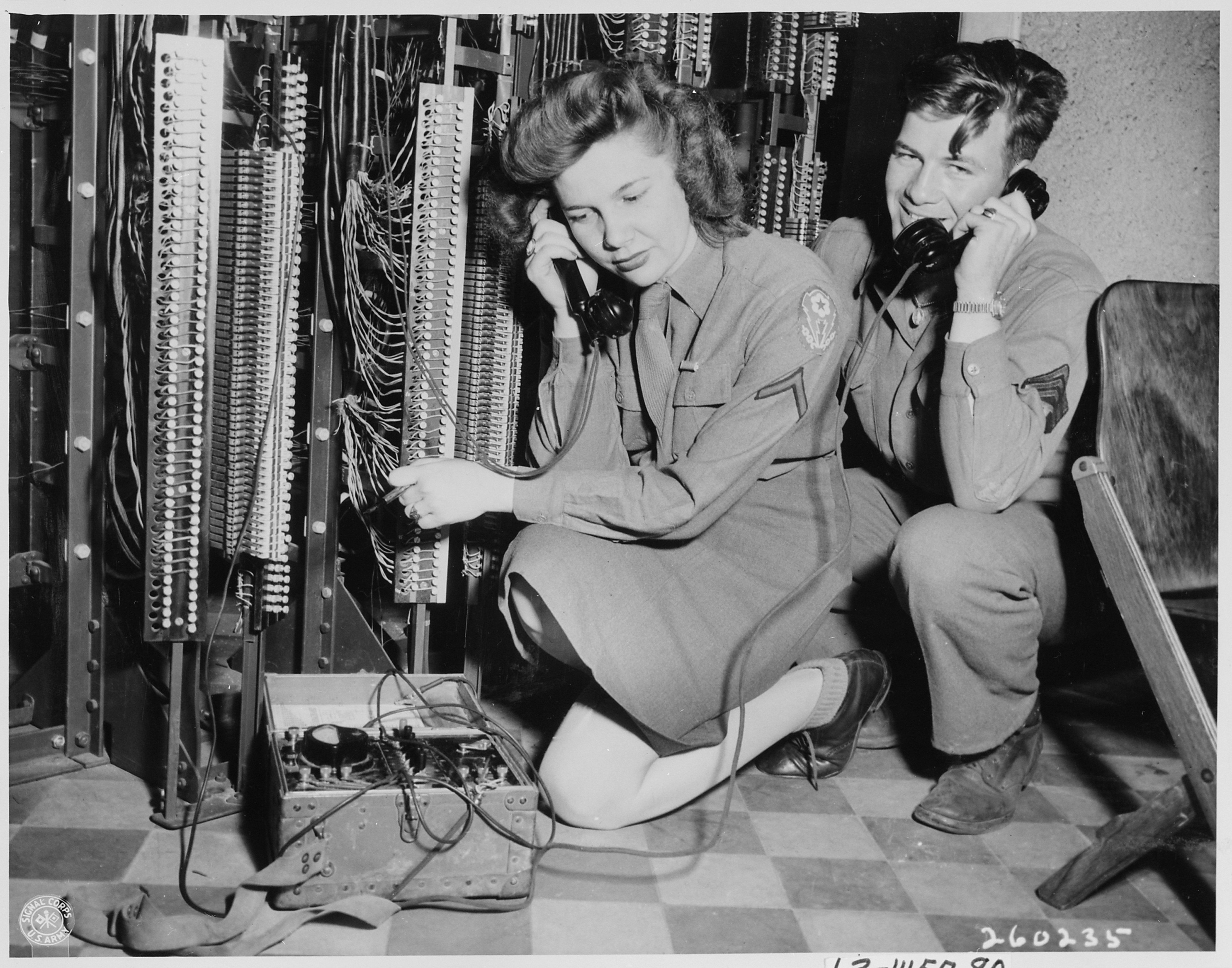
Американські телефоністи під час роботи на Потсдамської конференції, 1945 рік